# SEGA World Drivers Championship
『SEGA World Drivers Championship』（セガ ワールドドライバーズ チャンピオンシップ、以下SWDC）は、セガ（2020年3月まではセガ・インタラクティブ）より発売されていたアーケードゲーム。2018年3月14日稼働開始。

## 概要
本作品はタイトルに『feat.SUPER GT』と記されるように、国内外で高い人気を誇るモータースポーツ・SUPER GT選手権を題材に、同レースの運営・主催を行っている『GTアソシエイション』の全面協力によって実現した公式ドライビングレースゲームである。
プレイヤーはひとりのレーシングドライバーとなって、SEGA MOTORSPORTS WORKSという団体が主催する『SEGA World Drivers Championship』に挑戦する。
本作最大の特徴として、オンライン対応のアーケードレースゲームでは初となる「多人数×多店舗の10台クロスバトル」が実装されており、最大で10店舗・10人のプレイヤーが同時にレースをする。
レースの実況アナウンスは、実際のSUPER GTにおいても2014年度から三年連続で実況を務めたピエール北川が担当する。
『頭文字D ARCADE STAGE Zero』の日本国内版同様、2021年4月30日の26:00（5月1日の2:00）をもってネットワークサービスを終了。それに先駆けて、同年2月25日から一部店舗にて「店内対戦・1人用専用版」がオフラインで稼働を開始した。「店内対戦・1人用専用版」は、プレイの際はAimeが不要であるが、データ保存機能やプレイ可能なモードは制限される。またGT300及びGT500共に全車乗り放題に、全車フルチューン状態の他、Aime無しでもプロ認定レースの全ステージや、タイムアタックに挑戦できる。

## ゲームモード

### 本戦
本シーズンごとに設定された3レースを戦い、それぞれのラウンドで獲得したポイントをシーズンポイントとして積み重ね、全国のプレイヤーと競い合うモード。初期状態から選択できる。
このモードでは、全国オンラインマッチングによって最大で10店舗・10人のプレイヤーがマッチングする可能性がある。マッチング自体はGT300/GT500の混合で行われる。両クラスで10台ずつの計20台がエントリーされ、プレイヤー不足分はCPUが走行する。予選実績のないプレイヤーはランダムに最下位から順に並んでのスタートとなり、予選実施車はタイムによりスターティンググリッドの位置が優遇される。また、プレイヤーのライセンスグレードが変化するのはこのモードだけであり、当初はシーズンの成績に応じてシーズン終了後にライセンスグレードのランクが変化していた。Ver.2.20よりこのモードのレース成績に応じてライセンスグレードゲージが増減するようになり、シーズン中でもランクが変化するようになった。なお、このモードとトライアウトのレースは、2位以下の車両にスローカーブーストが発生する仕様となっており、1位のプレイヤーより離れれば離れるほど、その効果は強くなり、加速力と最高速度がアップする。
なお、クラス優勝を果たすと次のレースのみ（SWDC2018では最大連続2回まで）無料プレイのボーナスが付く（同クラスに他プレイヤー車が居ない場合・トライアウトの合格基準を満たした場合は無効となるが、連勝数はキープ出来る）。Ver.2.20より、一定のシーズンポイント達成で様々なアイテムがもらえるようになったほか、ライセンスグレードがX1以上のドライバー限定のXバトルも実装された。
またSWDC2019の本戦シーズン36より、本戦のレースに1度でも参加することで参加賞として所属チームの継続確定となった。
ネットワークサービス終了に伴い、2021年4月30日の26:00（5月1日の2:00）をもって本戦モードが終了した。公式Twitterでの表彰はSWDC2019の本戦シーズン60をもって終了した。

### 予選
プレイヤー車のみで単独走行して、それぞれの記録を残す。ドライバーレベルがLv.2以上から選択できる。このモードでは期間限定のタイムアタックイベントが実施される場合もある。2～3周のうちラップタイムが最も良かったものが採用され、開催中のシーズンと次期シーズンに設定されたコースでの本戦でのスタートポジションが決定される。また次期シーズンの予選に参加すれば次期シーズンの本戦で1コースにつき300シーズンポイントのボーナスが発生する。ただし、予選結果は同一クラスで1つしか保持されないため、クラス内でチームを移籍した場合にはリセットされる。CPU車は予選を実施していない扱いなので、どんなに遅いタイムでも完走すればCPU車より前の位置でスタートできることになる。SWDC2019よりタイムごとのランク基準が追加され、ブロンズ→シルバー→ゴールドといった順に速いタイムほどいい評価がつくようになった。更にVer.2.20より、ゴールドの上位種として新たなランクとしてレインボーと黒メダルと紫メダルも追加され、現在はブロンズ→シルバー→ゴールド→レインボー→黒メダル→紫メダルといった順に速いタイム評価になっている。ただし最上位評価であり最難関の紫メダルを獲得するためには相当な実力を要する。Ver.2.30よりこれまでプロ認定レースでしか出来なかった、収録コース全てのタイムアタックが解禁された。
2021年1月26日をもってタイムアタックイベントは全て終了した。

### 店内対戦
SWDC2019から追加されたモード。店内の同クラス2台以上が同じコースにいれば店内対戦が行われる。予選実績のないプレイヤーはランダムに最下位から順に並んでのスタートとなり、予選実施車はタイムによりスターティンググリッドの位置が優遇される。マッチング時間内にマッチングが成立しなかった場合は選択したコースで練習モードに移行する。クラス優勝を果たすと次のレースのみ無料プレイのボーナスが付く。また、このモードではチームゲージ増加の対象外である。

### プロ認定レース
SWDC2019のVer.2.10から追加された1人用モード。CPUと対戦し通常のレースは規定順位以内でクリア、1VS3レースまたは1VS2レースでは優勝すれば次のステージが解放される。1VS3レースではプレゼントボックスのマークがある限り、クリアごとにドライバーアイコンとチャットスタンプが手に入る。また、そのレベルのすべてのステージをクリアすると、次のレベルが解禁され、最終的にLEGENDモードまで解禁される。更にVer.2.20より、LEGENDモードよりCPUが凶悪な強さを誇る、NIGHTMAREモード、Ver.2.30より、レース中タイヤが消耗していく、ANOTHERモードが追加された。

### イベント
特定の期間でのみ選択できるモード。カードを使用している場合のみ選択できる。特定のクラス及び特定のコース限定で行われ、ここで獲得できるポイントはイベント専用のポイントとなる。全車両フルチューン状態かつ未開放のチームも開放されており、開催期間中は全車両乗り放題である。乗り換えてもイベントポイントはリセットされない。またこのモードでは、レース中タイヤ消耗していくルールやコースアウトなしでボーナスポイントが発生する特殊ルールも存在する。なお、クラス優勝すれば次のレースのみ同じマシンとコースで無料リトライできるボーナスがつく（同クラスに他プレイヤー車が居ない場合は無効となる）。また、このモードではチームゲージ増加の対象外である。
2021年2月7日をもってイベントレースは全て終了した。

### チーム選択
プレイヤーが所属するチームを管理するモード。ドライバーレベルがLv.3以上から選択できる。レベルアップ毎にランダムで選択可能チームが増えていくシステム。なお移籍しても元のチームのマシンのチューニング状況は残る。GT500の場合は、移籍時にトライアウト(後述)を受けて合格する必要があるが、トライアウト不合格の場合は移籍元のチームの継続シーズン数とシーズンポイントと予選タイムなどがリセットされることはない。

### トライアウト
ドライバーレベルLv.25以上から選択できる、解禁されたGT500チームのシート獲得に挑戦するミッションである。本シーズンごとに設定された3レースを戦い、その中でひとつでも順位に関するミッションをクリアすれば合格となり、加入・移籍となる。
また、このモードではチームゲージ増加及びレース優勝における次戦無料プレイのボーナス対象外である。

### ピット
ステアリングの反力や、挙動のアシストを決定することが出来るモード。
- キッズレーサーモード
  - 子供向けの、ペダル操作を自動行ってくれるモード。コーナーが遅い代わりに直線では非常に速くなる。
- ノーマルレーサーモード
  - 標準となるモード。挙動を安定させる為にトラクションコントロールシステムの介入が存在する。ただし立ち上がりで遅くなる。
- ベテランレーサーモード
  - スローカーブースト以外のアシストが一切オフになる。トラクションコントロールもなくなるため挙動がオーバーステアになりやすい。

### 練習
本シーズンと来シーズンで設定されたレースを、CPU車と走行するモード。
SWDC2019からSWDC2019のVer.2.22まであった月間ログインボーナス2日目のGT500無料試乗券を使用すれば、ランダムに選ばれたフルチューン状態のGT500マシンが練習モードで運転できたが現在は月間ログインボーナスのリニューアルによりGT500無料試乗券は存在しない。このモードでは、シーズンポイントやチームゲージを獲得できない。

## 経験値システム
本戦や予選で好成績を収めると、ドライバーレベルとチームゲージが上昇し、様々な恩恵を受けることができる。
ドライバーレベル：プレイヤー自身のレベルを表したもの。レベルが上がると、ゲームモードの開放や、新チームからのオファーが来る。
チームゲージ：車両の育成ポイントであり、所属チームのレベルを表したもの。レベルが上がると、サポーターの数が増えたり、エンジニアが加入してくる。エンジニアが加入すると、専門とする箇所ごとに車両のパラメーターが強化される。
ドライバーレベルは、2021年2月25日に稼働を開始した『頭文字D THE ARCADE』を継続プレイした場合、レベルに応じて特典（アバター（SWDCパーカー）∔FULL Tune車種購入チケット×1またはアバター（SWDCTシャツ））が付与される。『頭文字D THE ARCADE』における特典は、特定日までに集計したデータを基にして付与される。

## シーズンポイント
所属チーム内で他のプレイヤーとの順位を競う要素であり、各チームで設定されたボーダーポイントを稼いでチーム契約の延長を目指す。シーズンポイントがこれを上回れば、そのチームとの契約を継続・延長できる。逆に下回ってしまうと契約解除と称してシーズン継続数がリセットされる。シーズンポイントは『GT300』と『GT500』で独立しており、それぞれのクラスで競われる。『レースで1位を取ること』で一番稼げるが、それだけではなく『連勝』や『ポール・トゥー・ウィン』なども加算される。現在、仕様として確認されているのは以下のポイントである。
また、Ver.2.20より、一定のシーズンポイントを達成すれば、様々なアイテムがもらえるようになった。
順位：単純に、いい順位を取れば取るほどポイントが上がる。
Wininng Streak：いわゆる『連勝』で、勝てば勝つほどポイントが上乗せされる。ただし、同クラスに他プレイヤー車が居ない場合はカウントされない。また、チームを移籍したり、2位以下でフィニッシュ、シーズン終了時にリセットされる。つまり連勝数は次のシーズンに持ち越すことは出来ない。
Time Bonus：1位と離されずにゴールできたときにもらえるポイント。1位のときはカウントされない。
Pole To Win：クラス先頭でスタートして、1位でゴールしたときにもらえるポイント。
OverTake Bonus：クラス2位以下でスタートし、ゴール時にスタートより順位が上がっているときにもらえるポイント。1位のときはカウントされない。

## 挙動
アーケードのレースゲームとしては珍しく、グリップ走法を主体にしたスタイルである。コーナリングでは適切なライン取りと、鋭角なヘアピンなどでは的確なブレーキングで車速を落とすことも求められている。コーナーの想定スピードを超えた速度で突入、ないしは過度のシフトダウンでタイヤロックをさせてしまうとアンダーステアを起こして遅くなり、コースアウトする事もある。しかし堅実なグリップ走法を求められるほどのシビアさはなく、ベテランレーサーモードにおいてハンドルの切り過ぎなどでスピン状態になるが、実際の大半のSuperGTマシンのように、ブレーキを奥まで踏んでもタイヤロックはせず、アクセルの開けすぎによるスピン判定も甘めである。
また、一部のエスケープゾーンに突っ込むと速度が著しく落ちるが、SWDCスピードウェイなどに設けられているような芝生に乗り上げても速度がまったくといっていいほど落ちない。また、いわゆるインガリはかなり許容されており、インを突いてオーバーテイクを図りやすくはなっている。

## 筐体

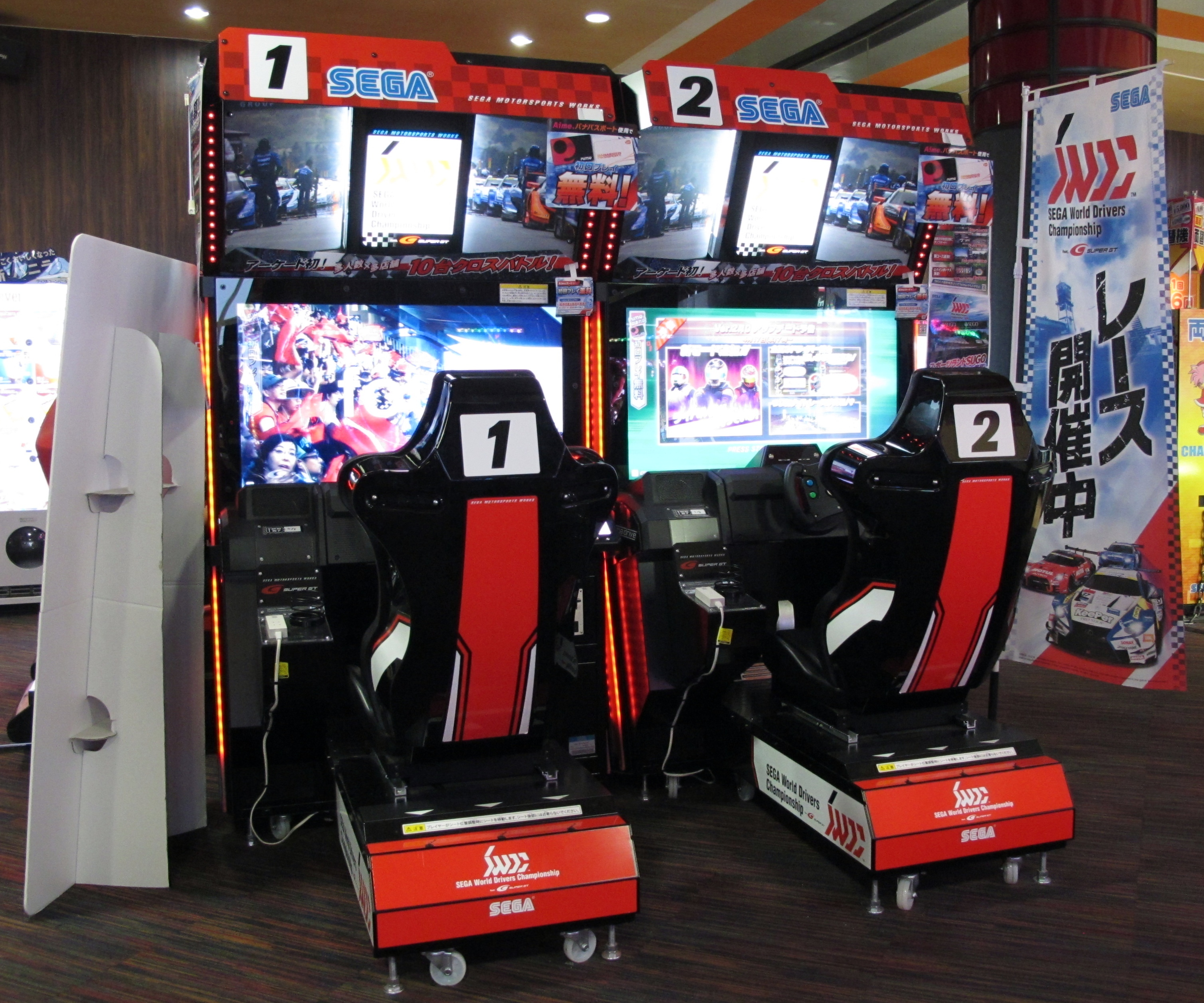
『SEGA World Drivers Championship』（セガ）のアーケードゲーム筐体

ベースになっているのは頭文字D ARCADE STAGE Zeroと同じものだが、各部のデザインが異なっている。一番の大きな違いはステアリングの形状と、その奥にあるインジケーター類である。
2021/2/25に稼働開始した『頭文字D THE ARCADE』では本作からのコンバートタイプの筐体も存在するがステアリングは『頭文字D ARCADE STAGE Zero』と同様な物に交換され、1回目のロケテストにて搭載されたH型6速シフトレバーが採用された。なお、電子マネーは使用できない。
- 操作系

ステアリングは一般的な丸型ではなく、Dシェイプ系統のものになる。これにパドルシフトと4つのボタン類が配置される。パドルシフトは右側がシフトアップ、左側がシフトダウンとなる。ボタンは色で役割が異なっており、青が後方確認（メニュー画面では『戻る』コマンド）、緑が視点変更、黄がチーム無線（メニュー画面では『決定』コマンド）、赤がシフトチェンジをマニュアルからオートマ（フルオートマチック）に復帰させるものとなっている。
なお、第1回のテスト走行会では、頭文字D Zeroと同じ6速のシフトノブが搭載されていたが、プライベートショー以降の筐体には搭載されず、シフトノブがあった場所はカバーで覆われていた。
インジケーターは画面前の下側に置かれ、デジタル表示のシフトアップインジケーターとスピードメーター、ギアポジション表示、コーナー脱出スピード表示という配置になる。パドルシフトの操作でオートマからマニュアルに切り替える際は、ギアポジション表示が「P」になってプレイヤーに知らせる。なおこのレースメーターは2021年2月25日に稼働開始された『頭文字D THE ARCADE』にて本作のレースメーターをアレンジしたものとして新たに登場した。
ギア操作に関して、自動的にオートマモードになる機能が搭載されている。マニュアル操作でレブリミッター（タコメーターが点滅している状態）に一定時間以上当て続ける、または適切なギアを選んでいない（タコメーターのランプが消えている状態）場合に機能する。
アシスト機能は三段階から選べる。デフォルトの「ノーマルレーサー」はステアリングの重さと反力が平均的なものになり、マシンの挙動をスムーズに修正するアシストが入る。「キッズレーサー」はノーマルレーサーの設定に加え、ペダル操作が自動化される幼児向けのモードとなる。「ベテランレーサー」は挙動アシストがカットされ、ステアリングの重さと反力が最大になる。
- システム面

基板はソウルリバースに引き続き、Nuシリーズの後継システム基板であるALLS（オールス）が使われている上、グラフィックエンジンはセガのアーケードゲームでは初採用となるUnreal Engine 4を搭載されているため、グラフィック面で非常に高いクオリティを誇る。
タッチ式のAimeカードリーダーも新しくなり、後付け装置を必要とせずに電子マネーや交通系ICカードでプレイ料金の決済ができる。

## 登場チーム・登場車両
実在するチームや車両が登場する。シーズン成績を反映してA～D（GT500はA～C）ランクに別けられており、車両性能が変わって来る（Dランク・Cランクを使い続けても、大幅に不利になるわけではない）。なお公式Twitterには「リリースVerで登場するチームやコースの～」という記述があり、今後のアップデートなどで追加コンテンツが配信される可能性もある。ゲームスタート時は、GT300クラスのARTO 86 MC 101と植毛 GT-R、Ver.1.03より追加されたSYNTIUM Apple LOTUSの3台しか選ぶことができない。

### SEGA World Drivers Championship 2018（2017年シーズン）

#### GT500クラス
- レクサス

＃1 - LEXUS TEAM SARD / DENSO KOBELCO SARD LC500 - Bランク

＃6 - LEXUS TEAM LEMANS WAKO'S / WAKO'S 4CR LC500 - Aランク

＃19 - LEXUS TEAM WedsSport BANDOH / WedsSport ADVAN LC500 - Cランク

＃36 - LEXUS TEAM au TOM'S / au TOM'S LC500 - Bランク

＃37 - LEXUS TEAM KeePer TOM'S / KeePer TOM'S LC500 - Aランク

＃38 - LEXUS TEAM ZENT CERUMO / ZENT CERUMO LC500 - Bランク

- 日産

＃12 - TEAM IMPUL / CALSONIC IMPUL GT-R - Bランク

＃23 - NISMO / MOTUL AUTECH GT-R - Aランク

＃24 - KONDO Racing / Forum Engineering ADVAN GT-R - Cランク

＃46 - MOLA / S Road CRAFTSPORTS GT-R - Aランク

- ホンダ

＃8 - AUTOBACS RACING TEAM AGURI / ARTA NSX-GT - Bランク

＃16 - TEAM MUGEN / MOTUL MUGEN NSX-GT - Cランク

＃17 - KEIHIN REAL RACING / KEIHIN NSX-GT - Aランク

＃64 - Epson Nakajima Racing / Epson Modulo NSX-GT - Bランク

＃100 - TEAM KUNIMITSU / RAYBRIG NSX-GT - Aランク

#### GT300クラス
- レクサス

＃51 - LM corsa / JMS P.MU LM corsa RC F GT3 - Aランク

＃60 - LM corsa / SYNTIUM LM corsa RC F GT3 - Bランク

- トヨタ

＃5 - TEAM MACH / マッハ車検 MC86 GTNET - Cランク

＃18 - TEAM UPGARAGE with BANDOH / UPGARAGE BANDOH 86 - Cランク

＃25 - VivaC team TSUCHIYA / VivaC 86 MC - Aランク

＃30 - apr / TOYOTA PRIUS apr GT - Cランク

＃31 - apr / TOYOTA PRIUS apr GT - Bランク

＃35 - PANTHER TEAM THAILAND / ARTO 86 MC 101 - Dランク（初期車）

＃52 - 埼玉トヨペット Green Brave / 埼玉トヨペット Green Brave マークX MC - Cランク

- スバル

＃61 - R&D SPORTS / SUBARU BRZ R&D SPORT - Bランク

- 日産

＃3 - NDDP RACING / B-MAX NDDP GT-R - Bランク

＃10 - GAINER / GAINER TANAX triple a GT-R - Cランク

＃48 - DIJON Racing / 植毛 GT-R - Dランク（初期車）

＃360 - TOMEI SPORTS / RUNUP GT-R - Cランク

- メルセデス・ベンツ

＃4 - GOODSMILE RACING ＆ TeamUKYO / グッドスマイル 初音ミク AMG - Aランク

＃11 - GAINER / GAINER TANAX AMG GT3 - Aランク

＃22 - R'Qs MOTOR SPORTS / アールキューズ SLS AMG GT3 - Cランク

＃65 - K2 R&D LEON RACING / LEON CVSTOS AMG - Aランク

＃111 - Rn-sports / エヴァRT初号機 Rn-s AMG GT - Cランク

- BMW

＃7 - BMW Team Studie / Studie BMW M6 - Bランク

＃55 - AUTOBACS RACING TEAM AGURI / ARTA BMW M6 GT3 - Aランク
- ロータス

＃2 - Cars Tokai Dream28 / SYNTIUM Apple LOTUS（Ver.1.03より追加）- Dランク（初期車）
- ポルシェ

＃9 - PACIFIC with GULF RACING / GULF NAC PORSCHE 911（Ver.1.03より追加）- Bランク

＃33 - D'station Racing / D'station Porsche（Ver.1.03より追加）- Bランク
- アウディ

＃21 - Audi Team Hitotsuyama / Hitotsuyama Audi R8 LMS（Ver.1.03より追加）- Cランク

＃26 - Team TAISAN SARD / TAISAN SARD R8 FUKUSHIMA（Ver.1.03より追加） - Cランク
- ベントレー

＃117 - EIcars BENTLEY TTO / EIcars BENTLEY GT3（Ver.1.03より追加）- Cランク

## ゲームバージョン
- Ver.1.01

2018年3月14日より稼動。リリースバージョン。
- Ver.1.02

2018年3月29日より稼動。同店舗内でのマッチングが解禁。COM車の挙動を調整。表示を修正。
- Ver.1.03

2018年4月25日より稼動。GT300クラスの6チーム追加、ベテランレーサー設定時のMT→ATへ戻る不具合、レース中のスリップストリーム効果の調整など、走行性能の調整、不具合の修正等を実施
- Ver.1.04

2018年6月6日より稼動。実績やレース結果に応じて「称号」を獲得できる。
- Ver.1.05

2018年7月25日より稼動。イベントモード追加。初心者用の機能追加。称号の追加。COM車のレースバランス調整。Aimeの初回無料特典に【練習】追加。
- Ver.1.06

2018年8月15日より稼動。新コース「Mid-Ocean International Raceway」の追加。走行中のエンジン音を一新。称号の追加。
- Ver.2.00

2018年12月5日より稼動。2018年シーズンに準拠。新コース「スポーツランドSUGO」の追加。店内対戦モード追加。

## 不具合
- 稼動開始直後から、予選モードにおいてコースごとに出したタイムが正しく反映されない不具合が発生した。これについて2018年3月16日の午前7時に、コースの並べ替えを行った上で修正を実施。ただしそれ以前に記録したタイムにおいては後日対応ということになる。
- 本来であれば2018年4月25日より稼動が開始される予定のVer.1.03が、なぜかその前日である同月24日に一部店舗でプレイできるという問題が発生した。これについて早急にVer.1.02に戻した上でVer.1.03をオフライン状態にすることにより解決している。

## 歴史
- 2017年
  - 7月28日 - セガ秋葉原1号店とセガ池袋GIGOにて最初のロケテスト（いわゆる『テスト走行会』）が実施される（同月30日まで開催）。
  - 9月8日 - SEGA PRIVATE SHOW 2017 Autumnに参考出展。翌年の稼動開始を目指していることが明らかにされる[8]。
  - 9月23日 - GAMEシルクハット川崎ダイス店（神奈川県）とラウンドワンスタジアム千日前店（大阪府）にて2回目のテスト走行会が実施される（同月24日まで開催）。
  - 12月20日 - クラブセガ新宿西口とセガ秋葉原1号店・4号店にて3回目のテスト走行会が実施される（同月28日まで開催）。
- 2018年
  - 1月17日‐先行体験会

　伊勢丹・新宿店本館7階　SUPER GT展ブース併設(同月22日まで)
- - 2月9日 - JAEPO2018、闘会議2018、大阪オートメッセ2018に参考出展（同月11日まで出展。ただし大阪オートメッセのみ12日まで）。
  - 3月5日 - SWDC公式サイトと公式Twitterにて、稼動開始が同月14日となることが発表された。
  - 3月8日 - SWDC公式サイトにて、同月稼動開始予定店舗のリストが公開された。
  - 3月14日 - 正式稼動開始。公式サイトもリニューアルされた。
  - 3月15日 - 公式サイトからアクセスできる設置店舗リストがALL.Netサービス対応となり、リアルタイムで設置店舗の確認ができるようになった。
  - 3月16日 - 公式サイトにて「ランキング」の項目がオープン。シーズンカレンダーも公開された。また予選モードでの不具合も修正された。
  - 3月29日 - SWDC初のバージョンアップ実施。Ver.1.02が稼動を開始。
  - 4月25日 - Ver.1.03が稼動開始。同時に富士スピードウェイがGW中限定で追加。
  - 9月29日 -　東京（秋葉原）にてSWDCの公式大会（「秋葉原走行会」）が開催。GT300の優勝者：「Ryom@」選手、GT500:「クレージー」選手
  - 10月28日 -　大阪（梅田）にてSWDCの公式大会（「大阪走行会」）が開催。GT300の優勝者：「ASSOLUTA」選手、GT500:「キミノキオク」選手
  - 12月5日 - 2018年シーズンに準拠した新バージョン『SEGA World Drivers Championship 2019』が稼動開始[9]。
- 2020年
  - 12月18日 - 2021年4月30日を以てオンラインサービス終了することを発表[10]。2021年1月1日から順次、一部のサービスが制限される[3]。
- 2021年
  - 2月25日 - オンライン関連の機能・モードを削除した店内対戦・1人用専用版が一部店舗で稼働開始[3]。
  - 4月30日 - オンラインサービス終了。店内対戦・1人用専用版はそれ以降も継続して稼働する[3]。